# جا رول
جفری بروس اتکینز سینیور (انگلیسی: Jeffrey Bruce Atkins Sr.؛ زادهٔ ۲۹ فوریهٔ ۱۹۷۶) معروف به جا رول (Ja Rule) رپر، ترانه‌نویس، خواننده، تهیه‌کنندهٔ موسیقی و بازیگر آمریکایی است.

## مسائل حقوقی
جا رول در سال ۲۰۰۳ به مردی در تورنتو مشت زد که بعداً از او شکایت کرد. او پس از اعتراف به اتهام حمله، ۱٫۲۰۰ دلار جریمه نقدی شد. او در ژوئیه ۲۰۰۴، به دلیل رانندگی با گواهینامه باطل و داشتن ماری جوانا دستگیر شد.
در سال ۲۰۰۴، پلیس بررسی کرد که آیا نزاع در ارتباط با لیبل ماردر منجر به تیراندازی مرگبار در خارج از یک مهمانی کلوپ شبانه به میزبانی جا رول و لئون ریچاردسان شده‌است یا خیر.
در ژوئیه ۲۰۰۷، جا رول به اتهام حمل اسلحه و مواد مخدر به همراه لیل وین و دان ریس (که در سال ۲۰۱۰ به دلیل تلاش برای در اختیار داشتن اسلحه ناشی از دستگیری هشت ماه زندانی شدند) دستگیر شدند. دادگاه استدلال جا رول را رد کرد. او در دسامبر ۲۰۱۰، پس از اعتراف به اتهام تلاش برای در اختیار داشتن سلاح پس از دستگیری فوق‌الذکر در سال ۲۰۰۷، به دو سال زندان محکوم شد. در ۸ مارس ۲۰۱۱، تاریخ تسلیم جا رول برای محکومیت دو سال زندان او، ۸ ژوئن تعیین شد. او ابتدا به جزیره رایکرز، سپس بعداً به یک مرکز ایالتی در بالاایالت نیویورک فرستاده شد.
در ژوئیه ۲۰۱۱، جا رول به دلیل فرار مالیاتی، عدم پرداخت مالیات بر بیش از ۳ میلیون دلار درآمد بین سال‌های ۲۰۰۴ و ۲۰۰۶، به ۲۸ ماه زندان اضافی محکوم شد. او در ۲۱ فوریه ۲۰۱۳ از زندان ایالتی آزاد شد، اما بلافاصله برای پرونده مالیاتی به بازداشت فدرال منتقل شد، که کمتر از شش ماه از محکومیتش باقی مانده بود. جا رول در بازداشتگاه متروپولیتن بروکلین نگهداری می‌شد و قرار بود در ۲۸ ژوئیه ۲۰۱۳ آزاد شود. جا رول در اوایل ۷ می ۲۰۱۳ از زندان آزاد شد.

## دیسکوگرافی
- ونی وتی وچی (۱۹۹۹)
- قانون ۳:۳۶ (۲۰۰۰)
- عشق بسیار دردناک است (۲۰۰۱)
- آخرین وسوسه (۲۰۰۲)
- خون در چشم من (۲۰۰۳)
- رول (۲۰۰۴)
- عشق بسیار دردناک است ۲ (۲۰۱۲)